# Liste der Kulturdenkmale in Oybin

Wappen von Oybin

In der Liste der Kulturdenkmale in Oybin sind die Kulturdenkmale der sächsischen Gemeinde Oybin verzeichnet, die bis September 2024 vom Landesamt für Denkmalpflege Sachsen erfasst wurden (ohne archäologische Kulturdenkmale). Die Anmerkungen sind zu beachten.
Diese Aufzählung ist eine Teilmenge der Liste der Kulturdenkmale im Landkreis Görlitz.

## Liste der Kulturdenkmale im Kurort Oybin
| Bild                                    | Bezeichnung | Lage                                                                                           | Datierung                                                                                                 | Beschreibung | ID       |
| --------------------------------------- | --- | ---------------------------------------------------------------------------------------------- | --- | --- | -------- |
| Weitere Bilder                          | Schmalspurbahn Zittau–Oybin–Jonsdorf (Sachgesamtheit) | (Flurstücke 41/7, 41/11) (Karte)                                                               | Ab 1890                                                                                                   | Sachgesamtheitsbestandteil der Sachgesamtheit Schmalspurbahn Zittau–Oybin–Jonsdorf, mit folgenden Einzeldenkmalen: Bahnhof Oybin-Niederdorf (Waldstraße 8, 09270991) und Bahnhof Oybin (Friedrich-Engels-Straße 36, 09270874), und mit folgenden Sachgesamtheitsteilen: der Trasse, Streckenausrüstung mit Hektometersteinen, Freileitung für Strecken- und Bahnhofstelefone (letztere teilweise abgebaut), Geländeeinschnitt bei Oybin-Niederdorf, Bahnkörper am Einsiedel mit Futtermauer (siehe auch Sachgesamtheit 08992260); verkehrshistorisch, eisenbahngeschichtlich und technikgeschichtlich von Bedeutung, die Zweigleisigkeit ist eine schützenswerte Besonderheit der Schmalspurbahn (der betriebsfähige Fahrzeugpark, siehe unter Zittau, Schmalspurbahn Zittau–Oybin/Jonsdorf)                             | 09302077 |
|                                         | Wohnhaus | Arno-Münch-Straße 8 (Karte)                                                                    | 1920er Jahre                                                                                              | Holzkonstruktion, baugeschichtlich von Bedeutung | 09270903 |
| Weitere Bilder                          | Wohnhaus (Umgebinde) mit Einfriedung auf Stützmauer | Bergweg 1 (Karte)                                                                              | 2. Hälfte 19. Jahrhundert                                                                                 | Obergeschoss Fachwerk, Jugendstil-Tür, Obergeschoss und Giebel holzverschalt, original Jugendstil-Einfriedung mit zwei Torpfeilern, baugeschichtlich und ortsbildprägend von Bedeutung | 09270925 |
|                                         | Villa mit zwei Torpfeilern | Bergweg 2 (Karte)                                                                              | Nach 1900                                                                                                 | Zurückgenommen historisierend mit Jugendstildetails, baugeschichtlich von Bedeutung | 09270926 |
|                                         | Villa mit Einfriedung („Landhaus Vergißmeinnicht“) | Bergweg 3 (Karte)                                                                              | Um 1900                                                                                                   | Noch leicht historisierend, baugeschichtlich von Bedeutung | 09270927 |
| Weitere Bilder                          | Wohnhaus (Umgebinde) mit rückwärtigem Anbau | Bergweg 6 (Karte)                                                                              | Um 1800                                                                                                   | Obergeschoss Fachwerk verschalt, baugeschichtlich von Bedeutung | 09270928 |
| Weitere Bilder                          | Wohnhaus (Umgebinde) mit Vorhaus | Bergweg 8 (Karte)                                                                              | 1. Hälfte 19. Jahrhundert                                                                                 | Eingeschossig mit Drempel, baugeschichtlich von Bedeutung | 09270929 |
|                                         | Wohnhaus mit Einfriedung | Bergweg 14 (Karte)                                                                             | Ende 19. Jahrhundert                                                                                      | Obergeschoss Fachwerk mit Klinkern, baugeschichtlich von Bedeutung | 09270909 |
|                                         | Villa mit Garten und Gartenpavillon | Bergweg 16 (Karte)                                                                             | 1892 | Märchenhaft historisierend, Gartenpavillon mit Pagodendach, baugeschichtlich von Bedeutung | 09270939 |
|                                         | Wohnhaus (Umgebinde) | Dachslochweg 2 (Karte)                                                                         | 2. Hälfte 19. Jahrhundert                                                                                 | Obergeschoss Fachwerk verbrettert, baugeschichtlich von Bedeutung | 09270956 |
|                                         | Wohnhaus (Umgebinde) und Seitengebäude | Dammweg 1 (Karte)                                                                              | 2. Hälfte 19. Jahrhundert                                                                                 | Wohnhaus Obergeschoss Fachwerk verbrettert, Sandstein-Türstock, baugeschichtlich von Bedeutung | 09270896 |
|                                         | Wohnhaus (Umgebinde) | Dammweg 2 (Karte)                                                                              | Bezeichnet mit 1750                                                                                       | Obergeschoss Fachwerk verbrettert, Wandschindelmuster an der linken Giebelseite, rechte Giebelseite holzverschalt, Sandsteinportal mit floraler Ornamentik, baugeschichtlich von Bedeutung | 09270897 |
|                                         | Wohnhaus (Umgebinde) | Dammweg 3 (Karte)                                                                              | 2. Hälfte 19. Jahrhundert                                                                                 | Obergeschoss Fachwerk verbrettert, baugeschichtlich von Bedeutung | 09270895 |
|                                         | Wohnhaus (Umgebinde) | Eschengrundweg 1 (Karte)                                                                       | 1. Hälfte 19. Jahrhundert                                                                                 | Obergeschoss Fachwerk, baugeschichtlich von Bedeutung | 09270935 |
| Weitere Bilder                          | Wohnhaus (Umgebinde) | Eschengrundweg 2 (Karte)                                                                       | 2. Hälfte 19. Jahrhundert                                                                                 | Obergeschoss Fachwerk, baugeschichtlich von Bedeutung | 09270934 |
|                                         | Villa mit Bedienstetenwohnhaus | Eschengrundweg 4 (Karte)                                                                       | Um 1900                                                                                                   | Im Stil des Späthistorismus, baugeschichtlich von Bedeutung | 09270938 |
| Weitere Bilder                          | Wohnhaus (Umgebinde) | Fichtestraße 1 (Karte)                                                                         | Bezeichnet mit 1853                                                                                       | Obergeschoss Fachwerk, Sandsteintürstock, baugeschichtlich von Bedeutung | 09270997 |
|                                         | Wohnhaus mit Anbau | Fichtestraße 3 (Karte)                                                                         | Bezeichnet mit 1865                                                                                       | Obergeschoss Fachwerk, teils verschalt, teils verbrettert, im Giebel Wandschiefermuster, baugeschichtlich von Bedeutung | 09270998 |
|                                         | Wohnhaus (Umgebinde) | Fichtestraße 7 (Karte)                                                                         | 2. Hälfte 19. Jahrhundert                                                                                 | Obergeschoss Fachwerk verbrettert, baugeschichtlich von Bedeutung | 09270999 |
|                                         | Wohnstallhaus | Freiligrathstraße 1 (Karte)                                                                    | 2. Hälfte 19. Jahrhundert                                                                                 | Obergeschoss Fachwerk, baugeschichtlich von Bedeutung | 09270884 |
|                                         | Villa | Freiligrathstraße 2 (Karte)                                                                    | Anfang 20. Jahrhundert                                                                                    | Im Schweizerstil erbaut, baugeschichtlich und ortsbildprägend von Bedeutung | 09270883 |
| Weitere Bilder                          | Wohnhaus | Freiligrathstraße 4 (Karte)                                                                    | Anfang 20. Jahrhundert                                                                                    | Im Schweizerstil erbaut, baugeschichtlich von Bedeutung | 09270886 |
| Weitere Bilder                          | Rathaus mit umgebender Parkanlage und Toreinfahrt | Freiligrathstraße 8 (Karte)                                                                    | 1910er Jahre                                                                                              | Putzbau im traditionalistischen Stil, baugeschichtlich und ortsgeschichtlich von Bedeutung | 09270887 |
|                                         | Brunnen und Wasserhochbehälter | Friedrich-Engels-Straße (zwischen Kläranlage und Fabrik gelegen) (Karte)                       | 1927/1928                                                                                                 | In der Art eines Stadtmauerturms wohl im Sinne der Heimatschutzbewegung errichtet, technikgeschichtlich von Bedeutung | 09271009 |
|                                         | Wohnhaus | Friedrich-Engels-Straße 8 (Karte)                                                              | Um 1900                                                                                                   | Putzbau im Späthistorismus mit Putzgliederung und Freigespärre im Giebel, baugeschichtlich von Bedeutung | 09270995 |
|                                         | Wohnhaus | Friedrich-Engels-Straße 10 (Karte)                                                             | 2. Hälfte 19. Jahrhundert                                                                                 | Obergeschoss Fachwerk, baugeschichtlich von Bedeutung | 09270996 |
|                                         | Wohnhaus Einsiedel | Friedrich-Engels-Straße 18 (Karte)                                                             | Anfang 20. Jahrhundert, vermutlich älterer Kern                                                           | Obergeschoss Fachwerk verbrettert, Zwerchhaus mit Freigespärre, baugeschichtlich von Bedeutung | 09271001 |
| Weitere Bilder                          | Wohnhaus (Umgebinde) | Friedrich-Engels-Straße 19 (Karte)                                                             | Bezeichnet mit 1720                                                                                       | Obergeschoss Fachwerk, Giebelseite verbrettert, im Giebel Heutür, baugeschichtlich von Bedeutung | 09271002 |
|                                         | Türstock des Mühlengebäudes der Steinhaus-Mühle | Friedrich-Engels-Straße 22 (Karte)                                                             | Bezeichnet mit 1836                                                                                       | Handwerklich-künstlerisch von Bedeutung | 09271202 |
|                                         | Wohnhaus (Umgebinde) | Friedrich-Engels-Straße 25 (Karte)                                                             | 1. Hälfte 19. Jahrhundert                                                                                 | Eingeschossig mit Drempel, baugeschichtlich und sozialgeschichtlich von Bedeutung | 09271004 |
| Weitere Bilder                          | Wohnhaus (Umgebinde) | Friedrich-Engels-Straße 26 (Karte)                                                             | 1. Hälfte 19. Jahrhundert                                                                                 | Doppelstubenhaus, Obergeschoss Fachwerk mit teilweise engstehenden Stielen, beide Giebelseiten verbrettert, baugeschichtlich von Bedeutung | 09270875 |
|                                         | Wohnhaus | Friedrich-Engels-Straße 27 (Karte)                                                             | Bezeichnet mit 1859                                                                                       | Obergeschoss Fachwerk, massiv untersetzt, schlichter Türstock mit Füllungstür, baugeschichtlich von Bedeutung | 09271003 |
| Weitere Bilder                          | Wohnhaus (Umgebinde) | Friedrich-Engels-Straße 28 (Karte)                                                             | 2. Hälfte 19. Jahrhundert                                                                                 | Obergeschoss Fachwerk verbrettert, beide Giebelseiten verbrettert, baugeschichtlich von Bedeutung | 09270879 |
| Weitere Bilder                          | Wohnhaus (Umgebinde) | Friedrich-Engels-Straße 32 (Karte)                                                             | 2. Hälfte 19. Jahrhundert                                                                                 | Obergeschoss Fachwerk verbrettert, Wandschindelmuster an der linken Giebelseite, rechte Giebelseite verbrettert, Kunstschiefer an beiden Giebeln, baugeschichtlich von Bedeutung | 09270877 |
| Weitere Bilder                          | Wohnhaus (Umgebinde) | Friedrich-Engels-Straße 35 (Karte)                                                             | Bezeichnet mit 1767                                                                                       | Obergeschoss Fachwerk verbrettert, aufwändiger Türstock aus Sandstein, baugeschichtlich von Bedeutung | 09270880 |
| Weitere Bilder                          | Bahnhof mit Empfangsgebäude (mit Gepäckabfertigung, Stellwerksanbau und Wartehalle), ehemaliger Güterschuppen (jetzt Museum), Wirtschaftsgebäude (mit Abort und Wasserhaus sowie Holzschuppenanbau) und Wasserkran (Einzeldenkmale zu ID-Nr. 09302077) | Friedrich-Engels-Straße 36 (Karte)                                                             | 1890 (Empfangsgebäude); 1909 (Güterschuppen); 1912 (Stellwerk); 1914 (Bedürfnisanstalt)                   | Einzeldenkmale der Sachgesamtheit Schmalspurbahn Zittau–Oybin/Jonsdorf; baugeschichtlich, verkehrshistorisch und technikgeschichtlich von Bedeutung, Empfangsgebäude gründerzeitlicher gelber Klinkerbau von 1890, mit Erweiterungsbauten im Heimatstil der Zeit nach 1910 | 09270874 |
| Weitere Bilder                          | Mietvilla mit Einfriedung | Friedrich-Engels-Straße 39 (Karte)                                                             | Um 1900                                                                                                   | ehemals Postamt, Putzbau mit Bruchsteinsockel und Eckrustizierung, Segmentbogen über den Fenstern, baugeschichtlich von Bedeutung | 09270878 |
|                                         | Wohnhaus über winkligem Grundriss | Friedrich-Engels-Straße 45 (Karte)                                                             | Ende 18. Jahrhundert                                                                                      | Ohne Anbauten, ehemaliges Bauernhaus, Obergeschoss Fachwerk verbrettert, baugeschichtlich von Bedeutung | 09270881 |
| Weitere Bilder                          | Wohnhaus (Umgebinde) mit rückwärtigem Anbau | Grenzstraße 1 (Karte)                                                                          | 1. Hälfte 19. Jahrhundert                                                                                 | Obergeschoss Fachwerk verbrettert, baugeschichtlich von Bedeutung | 09270943 |
|                                         | Wohnhaus (Umgebinde) mit winkligem Scheunenanbau | Grenzstraße 2 (Karte)                                                                          | 2. Hälfte 19. Jahrhundert                                                                                 | Obergeschoss teilweise Fachwerk, Giebel und Scheunenanbau verbrettert, baugeschichtlich von Bedeutung | 09270950 |
| Weitere Bilder                          | Wohnhaus (Umgebinde), ohne Anbau | Grenzstraße 3 (Karte)                                                                          | 2. Hälfte 19. Jahrhundert                                                                                 | Obergeschoss Fachwerk verbrettert, baugeschichtlich von Bedeutung | 09270949 |
| Weitere Bilder                          | Wohnhaus (Umgebinde) mit Anbau | Grenzstraße 4 (Karte)                                                                          | 1. Hälfte 19. Jahrhundert                                                                                 | Obergeschoss teilweise Fachwerk, verbrettert, Giebelseite verbrettert, baugeschichtlich von Bedeutung | 09270951 |
| Weitere Bilder                          | Bergbaude Johannisstein (Umgebinde), deutscher Teil der deutsch-tschechischen Gesamtbaude | Grenzstraße 10 (Karte)                                                                         | 1929 | Alter Ortsteil Hain, auf dem Johannisstein, mit Umgebinde im Obergeschoss, hangseitig hohes Untergeschoss in Stein, ortsgeschichtlich, baugeschichtlich und regionalgeschichtlich von Bedeutung | 09304259 |
|                                         | Ca. 20 hangseitig befindliche Wegesteine | Hainbergweg (Straße zwischen Oybin und dem alten Ortsteil Hain, Alte Hainstraße Oybin) (Karte) | 19. Jahrhundert                                                                                           | Darunter ein halbrunder Ringstein aus Sandstein, verkehrsgeschichtlich und technikgeschichtlich von Bedeutung | 09278866 |
|                                         | Wohnhaus (Umgebinde) | Hainstraße 1 (Karte)                                                                           | 1. Hälfte 19. Jahrhundert                                                                                 | Obergeschoss Fachwerk, Drempelzone, Ende 19. Jahrhundert überformt, baugeschichtlich von Bedeutung | 09270919 |
|                                         | Wohnhaus und Nebengebäude | Hainstraße 2 (Karte)                                                                           | Ende 19. Jahrhundert                                                                                      | Historistischer Putzbau mit Drempel, baugeschichtlich von Bedeutung | 09270918 |
| Weitere Bilder                          | Wohnhaus (Umgebinde) | Hainstraße 3 (Karte)                                                                           | Um 1860                                                                                                   | Obergeschoss Fachwerk verbrettert, baugeschichtlich von Bedeutung | 09270921 |
|                                         | Villa mit Nebengebäude | Hainstraße 4, 4a (Karte)                                                                       | Ende 19. Jahrhundert                                                                                      | Historisierend, baugeschichtlich von Bedeutung | 09270920 |
|                                         | Villa mit Garten | Hainstraße 8 (Karte)                                                                           | Um 1875                                                                                                   | Historistischer Putzbau, Einflüsse des Schweizer Stils, baugeschichtlich von Bedeutung | 09270964 |
|                                         | Wohnhaus (Umgebinde) | Hainstraße 12 (Karte)                                                                          | 2. Hälfte 19. Jahrhundert                                                                                 | Obergeschoss Fachwerk verbrettert, baugeschichtlich von Bedeutung | 09270965 |
| Weitere Bilder                          | Ehrenhain für sowjetische Kriegsgefangene und Zivilisten mit figürlicher Freiplastik | Hauptstraße (ca. 150 m westlich der Bergkirche) (Karte)                                        | 1965 | Künstlerisch und ortsgeschichtlich von Bedeutung | 09271199 |
| Weitere Bilder                          | Kurpark | Hauptstraße (Ecke Bürgerallee) (Karte)                                                         | Um 1900                                                                                                   | Gärtnerisch und landschaftsgestaltend von Bedeutung | 09270894 |
|                                         | Eiszeit-Markierungsstein | Hauptstraße (im Kurpark) (Karte)                                                               | Um 1960                                                                                                   | Steinkubus mit kleiner Inschrifttafel, ortsgeschichtlich von Bedeutung | 09270873 |
| Weitere Bilder                          | Hotel | Hauptstraße 1 (Karte)                                                                          | Nach 1900                                                                                                 | Zurückhaltend historisierend mit Fachwerkgiebel, baugeschichtlich und straßenbildprägend von Bedeutung | 09270872 |
|                                         | Remise | Hauptstraße 6 (Karte)                                                                          | Anfang 20. Jahrhundert                                                                                    | Schweizerstil, eingeschossig, Fachwerk, Fachwerkverblendungen im Ziergiebel, baugeschichtlich von Bedeutung | 09270869 |
|                                         | Spritzenhaus | Hauptstraße 6 (gegenüber) (Karte)                                                              | Ende 19. Jahrhundert                                                                                      | Klinkerbau mit Ziergiebel, ortsgeschichtlich von Bedeutung | 09270871 |
| Weitere Bilder                          | Felsenkeller | Hauptstraße 6 (hinter) (Karte)                                                                 | 19. Jahrhundert                                                                                           | In den Felsen gehauener, rechteckiger Lagerraum, baugeschichtlich und ortsgeschichtlich von Bedeutung | 09270864 |
| Weitere Bilder                          | Mühle (Kleine Burg) | Hauptstraße 8 (Karte)                                                                          | Vermutlich 17. Jahrhundert                                                                                | Ältestes Gebäude Oybins, Putzbau mit Walmdach, der Türstock stammt vom alten Kretscham, bezeichnet mit 1720, baugeschichtlich, hausgeschichtlich und ortsgeschichtlich von Bedeutung | 09270868 |
| Weitere Bilder                          | Wohnhaus (Umgebinde) | Hauptstraße 10 (Karte)                                                                         | 2. Hälfte 19. Jahrhundert                                                                                 | Doppelstubenhaus, Obergeschoss Fachwerk verbrettert, baugeschichtlich von Bedeutung | 09270867 |
|                                         | Wohnhaus mit zwei Ladeneinbauten | Hauptstraße 11 (Karte)                                                                         | 1910er Jahre                                                                                              | Putzbau mit Eckerker über zwei Geschosse, Fachwerkelemente, Holzveranda an der linken Giebelseite, baugeschichtlich und straßenbildprägend von Bedeutung | 09270866 |
| Weitere Bilder                          | Burg- und Klosterruine Oybin mit Bergfriedhof (Sachgesamtheit) | Hauptstraße 16b, 24 (Karte)                                                                    | Um 1316 bis 1384                                                                                          | Sachgesamtheit Burg- und Klosterruine Oybin mit Bergfriedhof und folgenden Einzeldenkmalen: Klosterkirchruine mit Wenzelskapelle und nördlichen Vorbauten, Burgbereich mit Burghof, Kaiserhaus mit Nordwand, Wohnturm, Halbschalenturm und Amtshaus, äußerer und innerer Torturm, Zwingermauern, Gesindehaus und Denkmal für den Heimatforscher Peschek, drei Grabmale und acht Grabanlagen mit schmiedeeisernen Einfriedungen auf dem Bergfriedhof sowie eine Inschriftkartusche und zwei Gedenktafeln an dem Felsen gegenüber dem Gasthaus Hauptstraße 24 (siehe Einzeldenkmal unter Hauptstraße 16b, 09271011), Gasthaus mit Wintergarten (siehe Einzeldenkmal unter Hauptstraße 24, 09303815) und der Burgberg als Sachgesamtheitsteil; die Burg- und Klosterruine Oybin ist ein Baudenkmal von nationaler Bedeutung | 09303337 |
| Weitere Bilder                          | Klosterkirchruine mit Wenzelskapelle und nördlichen Vorbauten, Burgbereich mit Burghof, Kaiserhaus mit Nordwand, Wohnturm, Halbschalenturm und Amtshaus, äußerer und innerer Torturm, Zwingermauern, Gesindehaus und Denkmal für den Heimatforscher Peschek, drei Grabmale und acht Grabanlagen mit schmiedeeisernen Einfriedungen auf dem Bergfriedhof sowie eine Inschriftkartusche und zwei Gedenktafeln an dem Felsen gegenüber dem Gasthaus Hauptstraße 24 (Einzeldenkmale zu ID-Nr. 09303337) | Hauptstraße 16b (Karte)                                                                        | Um 1316 bis 1384 (Burgbestandteil); nach 1665 (Inschriftkartusche); 18. und 19. Jahrhundert (Gedenktafel) | Einzeldenkmale der Sachgesamtheit Burg- und Klosterruine Oybin mit Bergfriedhof; die Burg- und Klosterruine Oybin ist ein Baudenkmal von nationaler Bedeutung | 09271011 |
| Weitere Bilder                          | Wohnhaus (Umgebinde) | Hauptstraße 18 (Karte)                                                                         | 18. Jahrhundert                                                                                           | Obergeschoss zum Teil Fachwerk, eng stehende Ständer an der Giebelseite, baugeschichtlich und straßenbildprägend von Bedeutung | 09270865 |
|                                         | Wohnhaus | Hauptstraße 20 (Karte)                                                                         | 1758 | Einst Meierei, Obergeschoss Fachwerk, Bruchsteinsockel, baugeschichtlich von Bedeutung | 09270863 |
|                                         | Wohnhaus (Umgebinde) | Hauptstraße 21 (Karte)                                                                         | 1. Hälfte 19. Jahrhundert                                                                                 | Obergeschoss Fachwerk verbrettert, baugeschichtlich von Bedeutung | 09270969 |
| Weitere Bilder                          | Bergkirche Oybin | Hauptstraße 22 (am Bergaufgang) (Karte)                                                        | 1709 | Barocke Saalkirche mit hölzernem eingezogenen Turm mit Haube und Laterne, abgewalmtes Satteldach, an der Ostseite Sakristei, baugeschichtlich und ortsgeschichtlich von Bedeutung | 09270861 |
|                                         | Wohnhaus (Umgebinde) und Nebengebäude | Hauptstraße 23 (Karte)                                                                         | 2. Hälfte 19. Jahrhundert (Wohnhaus); Ende 19. Jahrhundert (Nebengebäude)                                 | Wohnhaus Obergeschoss Fachwerk verbrettert, baugeschichtlich von Bedeutung | 09270971 |
| Weitere Bilder                          | Gasthaus mit Wintergarten (Einzeldenkmale zu ID-Nr. 09303337) | Hauptstraße 24 (Karte)                                                                         | Ende 19. Jahrhundert (Gasthaus); um 1920 (Wintergarten)                                                   | Einzeldenkmale der Sachgesamtheit Burg- und Klosterruine Oybin mit Bergfriedhof; Holzhaus mit Anklängen an den Schweizer Stil, mit Freigespärre im Giebel, späterer Wintergartenanbau, baugeschichtlich und ortsgeschichtlich von Bedeutung | 09303815 |
| Weitere Bilder                          | Burgkeller, Cölestiner Keller: Wohnhaus (Umgebinde) | Hauptstraße 26 (Karte)                                                                         | 1759 (im Kern wohl älter)                                                                                 | Heute Gasthaus, Obergeschoss Fachwerk, baugeschichtlich, hausgeschichtlich und ortsgeschichtlich von Bedeutung | 09270862 |
|                                         | Klosterhof: Wohnhaus (Umgebinde) | Hauptstraße 28 (Karte)                                                                         | 1864 | Obergeschoss Fachwerk verbrettert, baugeschichtlich von Bedeutung | 09270860 |
| Direkt Bild zu diesem Denkmal hochladen | In den Felsen gehauener Dürrlingscher Pferdestall | Hauptstraße 28 (nordwestlich dahinter) (Karte)                                                 | 19. Jahrhundert                                                                                           | Erkennbar sind neben dem in den Fels gehauenen Stall die Vorrichtungen für hölzerne Anbauten, baugeschichtlich und ortsgeschichtlich von Bedeutung | 09271200 |
|                                         | Mietvilla mit vorgelagertem Treppenaufgang, Stützmauer und Einfriedung | Hauptstraße 32 (Karte)                                                                         | Ende 19. Jahrhundert                                                                                      | Historisierender Putzbau mit reicher Dachlandschaft, Giebel und Drempelzone Fachwerk, zum Teil Freigespärre, baugeschichtlich und straßenbildprägend von Bedeutung | 09270966 |
| Weitere Bilder                          | Straßenbrücke über die Ritterschlucht | Hauptstraße 34 (ca. 175 m nördlich davon, westlich des Burgbergs) (Karte)                      | 19. Jahrhundert                                                                                           | Baugeschichtlich von Bedeutung | 09303927 |
|                                         | Wohnhaus (ehemals Umgebinde) | Hauptstraße 34 (Karte)                                                                         | Bezeichnet mit 1748                                                                                       | Obergeschoss Fachwerk verbrettert, Sandsteinportal, baugeschichtlich von Bedeutung | 09270967 |
|                                         | Wohnhaus (Umgebinde) | Hauptstraße 36 (Karte)                                                                         | 2. Hälfte 19. Jahrhundert                                                                                 | Obergeschoss zum Teil Fachwerk verbrettert, baugeschichtlich von Bedeutung | 09270968 |
|                                         | Villa mit Treppenaufgang und Einfriedung („Haus in der Sonne“) | Hauptstraße 42 (Karte)                                                                         | Nach 1900                                                                                                 | Im Schweizerstil errichtet, reich verziert, baugeschichtlich und straßenbildprägend von Bedeutung | 09270970 |
|                                         | Villa | Hauptstraße 44 (Karte)                                                                         | Anfang 19. Jahrhundert                                                                                    | Im Schweizerstil errichtet, baugeschichtlich und straßenbildprägend von Bedeutung | 09270972 |
|                                         | Wohnhaus (Umgebinde) mit Stützmauer | Hauptstraße 48 (Karte)                                                                         | 2. Hälfte 19. Jahrhundert                                                                                 | Eingeschossig, baugeschichtlich von Bedeutung | 09270978 |
| Weitere Bilder                          | Wohnhaus (Umgebinde) | Hauptstraße 50 (Karte)                                                                         | 2. Hälfte 19. Jahrhundert                                                                                 | Obergeschoss Fachwerk verbrettert, baugeschichtlich von Bedeutung | 09270979 |
| Weitere Bilder                          | Hochwaldturm (Aussichtsturm) | Hochwaldweg 5 (Karte)                                                                          | 1892 | Putzbau über kreisförmigem Grundriss, baugeschichtlich, ortsgeschichtlich und ortsbildprägend von Bedeutung | 09270945 |
| Weitere Bilder                          | Bergbaude mit Haus, Substruktion, Terrassen und Treppen (Hochwaldbaude) | Hochwaldweg 6 (Karte)                                                                          | 1937/1938                                                                                                 | Durch das Grundstück verläuft die tschechische Grenze, (südliches Areal tschechisch, hier bis 1951 auch die tschechische Baude), steinerne Substruktion 1879 oder 1887, Baude eingeschossig mit ausgebautem Dach, teils massiv, teils Holz, Bau im Heimatstil, auch im Inneren authentisch bauzeitlich erhalten, bau- und regionalgeschichtlicher Wert, als „Böhmisch-sächsische Baude“ völkerverbindend | 09306366 |
| Weitere Bilder                          | „Haus Emmy“: Wohnhaus (Umgebinde) | Hölleweg 2 (Karte)                                                                             | 2. Hälfte 19. Jahrhundert                                                                                 | Eingeschossig mit Drempel, Dachhäuser, Giebel verbrettert, baugeschichtlich und straßenbildprägend von Bedeutung | 09270930 |
|                                         | Villa | Hölleweg 4 (Karte)                                                                             | Um 1900                                                                                                   | Historisierend mit hölzerner Veranda über beide Geschosse, baugeschichtlich von Bedeutung | 09270931 |
|                                         | Wohnhaus (Umgebinde) | Hölleweg 7 (Karte)                                                                             | 2. Hälfte 19. Jahrhundert                                                                                 | Obergeschoss Fachwerk verbrettert, baugeschichtlich von Bedeutung | 09270961 |
|                                         | Wohnhaus (Umgebinde) | Hölleweg 8 (Karte)                                                                             | 2. Hälfte 19. Jahrhundert                                                                                 | Eingeschossig, baugeschichtlich von Bedeutung | 09270932 |
| Weitere Bilder                          | Wohnhaus (Umgebinde) | Hölleweg 10 (Karte)                                                                            | Mitte 19. Jahrhundert                                                                                     | Eingeschossig, baugeschichtlich von Bedeutung | 09270933 |
| Weitere Bilder                          | Wohnhaus (Umgebinde) | Hölleweg 11 (Karte)                                                                            | 2. Hälfte 19. Jahrhundert                                                                                 | Doppelstubenhaus, Obergeschoss Fachwerk, Giebel verbrettert, baugeschichtlich von Bedeutung | 09270962 |
| Weitere Bilder                          | Wohnhaus (Umgebinde) | Hölleweg 12 (Karte)                                                                            | 1. Hälfte 19. Jahrhundert                                                                                 | Obergeschoss Fachwerk, baugeschichtlich von Bedeutung | 09270960 |
|                                         | Wohnhaus (Umgebinde) | Hölleweg 14 (Karte)                                                                            | 2. Hälfte 19. Jahrhundert                                                                                 | Obergeschoss Fachwerk verbrettert, baugeschichtlich von Bedeutung | 09270963 |
| Weitere Bilder                          | Wohnhaus (Umgebinde) | Hubertusweg 1 (Karte)                                                                          | Kern 18. Jahrhundert                                                                                      | Obergeschoss Fachwerk verbrettert, Ende des 19. Jahrhunderts überformt, straßenseitig überdachte Balkons, Rückseite Verandenanbau, baugeschichtlich von Bedeutung | 09270923 |
| Weitere Bilder                          | Wohnhaus (Umgebinde) | Hubertusweg 2 (Karte)                                                                          | Ende 18. Jahrhundert                                                                                      | Obergeschoss Fachwerk, Giebel verbrettert, baugeschichtlich von Bedeutung | 09270922 |
|                                         | Wohnhaus (Umgebinde) | Hubertusweg 3 (Karte)                                                                          | 2. Hälfte 19. Jahrhundert                                                                                 | Obergeschoss Fachwerk, baugeschichtlich von Bedeutung | 09270953 |
| Weitere Bilder                          | Wohnhaus (Umgebinde) | Hubertusweg 4 (Karte)                                                                          | Um 1800                                                                                                   | Obergeschoss Fachwerk, baugeschichtlich von Bedeutung | 09270924 |
| Weitere Bilder                          | Villa mit Garten und zwei Toreinfahrten | Hubertusweg 8 (Karte)                                                                          | Um 1900                                                                                                   | Anklänge an den Schweizer Stil, dabei Giebel mit Freigespärre, zweigeschossige Holzveranda, baugeschichtlich von Bedeutung | 09270954 |
|                                         | Türstock des Hauses | Hubertusweg 10 (Karte)                                                                         | 1784 | Bezeichnet mit 1784, handwerklich-künstlerisch von Bedeutung | 09271203 |
|                                         | Wohnhaus, Nebengebäude und Gartenhaus | Im Winkel 1 (Karte)                                                                            | Ende 19. Jahrhundert                                                                                      | Wohnhaus einfacher Putzbau mit Drempel, hölzernes Gartenhaus mit geätzten Scheiben, Walmdach, baugeschichtlich von Bedeutung | 09270988 |
|                                         | Mietvilla mit Garten | Im Winkel 4 (Karte)                                                                            | Ende 19. Jahrhundert                                                                                      | Putzbau mit Freitreppe, Veranda mit hölzernen Stäben und darüber angelegtem Balkon, Wintergarten, baugeschichtlich von Bedeutung | 09270989 |
| Weitere Bilder                          | Forsthaus Hain mit westlichem Gebäudeanbau | Jonsdorfer Straße 3 (Karte)                                                                    | Bezeichnet mit 1801                                                                                       | Heute Gasthaus, Obergeschoss Fachwerk verbrettert, ehemals Umgebinde, Krüppelwalmdach, Sandsteinportal, Anbau eingeschossig mit ausgebautem Mansarddach und großen Fensteröffnungen der einstigen Gasträume, baugeschichtlich und ortsgeschichtlich von Bedeutung | 09270977 |
| Weitere Bilder                          | Wohnhaus (Umgebinde) | Jonsdorfer Straße 4 (Karte)                                                                    | Bezeichnet mit 1840                                                                                       | Obergeschoss Fachwerk verbrettert, Sandsteinportal, Dachhecht, baugeschichtlich von Bedeutung | 09270936 |
| Weitere Bilder                          | Wohnhaus (Umgebinde) | Jonsdorfer Straße 5 (Karte)                                                                    | 1. Hälfte 19. Jahrhundert                                                                                 | Eingeschossig mit Fachwerkdrempel, baugeschichtlich und sozialgeschichtlich von Bedeutung | 09270937 |
| Weitere Bilder                          | Wohnhaus (Umgebinde) | Jonsdorfer Straße 6 (Karte)                                                                    | 1. Hälfte 19. Jahrhundert                                                                                 | Obergeschoss Fachwerk, baugeschichtlich von Bedeutung | 09301680 |
| Weitere Bilder                          | Wohnhaus (Umgebinde) mit rückwärtigem Anbau | Jonsdorfer Straße 9 (Karte)                                                                    | 2. Hälfte 19. Jahrhundert                                                                                 | Obergeschoss Fachwerk verbrettert, beide Giebel verbrettert, baugeschichtlich von Bedeutung | 09270940 |
| Weitere Bilder                          | Wohnhaus | Jonsdorfer Straße 11 (Karte)                                                                   | Um 1900                                                                                                   | Zeittypischer Putzbau mit Klinkergliederung, Freigespärre im Giebel, baugeschichtlich von Bedeutung | 09270941 |
| Weitere Bilder                          | Wohnhaus | Jonsdorfer Straße 12 (Karte)                                                                   | Um 1900                                                                                                   | Massiv mit aufgeblendeter Fachwerk-Drempelzone, überdachter Eingangsbereich, Wintergarten aus Holz, baugeschichtlich von Bedeutung | 09270947 |
| Weitere Bilder                          | Wohnhaus (Landhaus Elise) | Jonsdorfer Straße 14 (Karte)                                                                   | Um 1900                                                                                                   | Im Landhausstil, komplett holzverschalt, baugeschichtlich von Bedeutung | 09270948 |
| Weitere Bilder                          | Wohnhaus (Umgebinde) | Jonsdorfer Straße 17 (Karte)                                                                   | 1. Hälfte 19. Jahrhundert                                                                                 | Obergeschoss Fachwerk, baugeschichtlich von Bedeutung | 09270942 |
| Weitere Bilder                          | Wohnhaus (Umgebinde) | Jonsdorfer Straße 21 (Karte)                                                                   | 1. Hälfte 19. Jahrhundert                                                                                 | Obergeschoss Fachwerk verbrettert, baugeschichtlich von Bedeutung | 09270946 |
|                                         | Villa und Stützmauer | Kammstraße 1 (Karte)                                                                           | Um 1900                                                                                                   | Erbaut im Schweizerstil, mit zweigeschossiger Holzveranda, baugeschichtlich von Bedeutung | 09270892 |
|                                         | Wohnhaus und Stützmauer | Kammstraße 3 (Karte)                                                                           | Bezeichnet mit 1730                                                                                       | Obergeschoss Fachwerk, verbrettert, Fensterverkleidung im Obergeschoss, Dacherker als überdachter Eingang, baugeschichtlich von Bedeutung | 09270891 |
|                                         | Doppelwohnhaus mit Einfriedung | Kammstraße 5, 7 (Karte)                                                                        | 1910er Jahre                                                                                              | Verbretterte Doppelgiebelfassade, baugeschichtlich von Bedeutung | 09270889 |
|                                         | Wohnhaus mit straßenseitiger Einfriedung | Kammstraße 9 (Karte)                                                                           | Anfang 20. Jahrhundert                                                                                    | Anklänge an den Schweizerstil, baugeschichtlich von Bedeutung | 09270890 |
| Weitere Bilder                          | Wohnhaus (Umgebinde) | Käthe-Kollwitz-Straße 2 (Karte)                                                                | 2. Hälfte 19. Jahrhundert                                                                                 | Obergeschoss Fachwerk verbrettert, Dachhaus, baugeschichtlich von Bedeutung | 09270990 |
|                                         | Wohnhaus (Umgebinde) | Käthe-Kollwitz-Straße 5 (Karte)                                                                | Bezeichnet mit 1863                                                                                       | Obergeschoss Fachwerk, Hechtgaupe, Sandsteintürstock, baugeschichtlich von Bedeutung | 09270992 |
| Weitere Bilder                          | Wohnhaus (Umgebinde) | Käthe-Kollwitz-Straße 6 (Karte)                                                                | 2. Hälfte 19. Jahrhundert                                                                                 | Obergeschoss Fachwerk verbrettert, Hechtgaube, baugeschichtlich von Bedeutung | 09270993 |
|                                         | Wohnhaus | Käthe-Kollwitz-Straße 12 (Karte)                                                               | 1. Hälfte 19. Jahrhundert                                                                                 | Vermutlich ehemaliges Umgebindehaus, Obergeschoss Fachwerk verbrettert, baugeschichtlich von Bedeutung | 09270994 |
|                                         | Wohnhaus | Liststraße 5 (Karte)                                                                           | 1910er Jahre                                                                                              | Mit Anklängen an den Heimatstil, baugeschichtlich von Bedeutung | 09270908 |
|                                         | Wohnhaus | Liststraße 11 (Karte)                                                                          | 1930er Jahre                                                                                              | Stilvoller Bau der 1930er Jahre, baugeschichtlich von Bedeutung | 09270905 |
|                                         | Wohnhaus (Umgebinde) | Liststraße 13 (Karte)                                                                          | 1. Hälfte 19. Jahrhundert                                                                                 | Obergeschoss Fachwerk verbrettert, Giebel verbrettert, baugeschichtlich von Bedeutung | 09270906 |
|                                         | Wohnhaus (Umgebinde) | Liststraße 15 (Karte)                                                                          | 1. Hälfte 19. Jahrhundert                                                                                 | Obergeschoss Fachwerk, baugeschichtlich von Bedeutung | 09270907 |
|                                         | Villa mit Einfriedung | Lückendorfer Straße 5 (Karte)                                                                  | 1920er Jahre                                                                                              | Putzbau mit Klinkergliederung, stilvoller Bau der 1920er Jahre, baugeschichtlich von Bedeutung | 09270902 |
| Weitere Bilder                          | Wohnhaus (Umgebinde) | Quellweg 2 (Karte)                                                                             | 1. Hälfte 19. Jahrhundert                                                                                 | Eingeschossig mit Drempel, dort Andreaskreuz-Fachwerk, hölzernes Vorhaus, drei Dachhäuser, baugeschichtlich und sozialgeschichtlich von Bedeutung | 09270959 |
|                                         | Wohnhaus (Umgebinde) | Quellweg 4 (Karte)                                                                             | 2. Hälfte 19. Jahrhundert                                                                                 | Obergeschoss Fachwerk, rechter Giebel verbrettert, baugeschichtlich von Bedeutung | 09270958 |
| Weitere Bilder                          | Wohnhaus (Umgebinde) | Quellweg 6 (Karte)                                                                             | 1. Hälfte 19. Jahrhundert                                                                                 | Obergeschoss zum Teil Fachwerk, hölzernes Vorhaus, baugeschichtlich von Bedeutung | 09270957 |
|                                         | Villa | Rudi-Arndt-Straße 2 (Karte)                                                                    | Anfang 20. Jahrhundert                                                                                    | Zeittypischer Putzbau mit Fachwerkgiebel, baugeschichtlich von Bedeutung | 09270982 |
|                                         | Villa (Landhaus Charlotte) | Rudi-Arndt-Straße 4 (Karte)                                                                    | Anfang 20. Jahrhundert                                                                                    | Zeittypischer Putzbau im Landhaus- und Reformstil der Zeit um 1910, baugeschichtlich von Bedeutung | 09270983 |
|                                         | Schule | Straße der Jugend 1 (Karte)                                                                    | Um 1870                                                                                                   | Zeittypischer Putzbau mit leicht hervortretendem Mittelrisalit, Satteldach, ortsgeschichtlich von Bedeutung | 09270888 |
|                                         | Wohnhaus | Straße der Jugend 2 (Karte)                                                                    | Nach 1900                                                                                                 | Einst Gebäude der Gemeindeverwaltung, zeittypischer Putzbau mit Giebelfachwerk, Obergeschoss Korbbogenfenster, baugeschichtlich von Bedeutung | 09270911 |
|                                         | Wohnhaus (Umgebinde) und Schlachthaus | Straße der Jugend 15 (Karte)                                                                   | Kern 2. Hälfte 19. Jahrhundert (Wohnhaus); Ende 19. Jahrhundert (Schlachthaus)                            | Wohnhaus Obergeschoss Fachwerk verbrettert, Schlachthaus eingeschossiger Putzbau mit Ecknutung, baugeschichtlich von Bedeutung | 09270910 |
| Weitere Bilder                          | Wohnhaus (Umgebinde) | Straße der Jugend 17 (Karte)                                                                   | Bezeichnet mit 1801                                                                                       | Obergeschoss Fachwerk verbrettert, Sandstein-Türstock, baugeschichtlich von Bedeutung | 09270913 |
| Weitere Bilder                          | Wohnhaus (Umgebinde) | Straße der Jugend 21 (Karte)                                                                   | Bezeichnet mit 1792                                                                                       | Obergeschoss Fachwerk verbrettert, Giebel verbrettert, baugeschichtlich von Bedeutung | 09270915 |
|                                         | Wohnhaus | Straße der Jugend 23 (Karte)                                                                   | Um 1900                                                                                                   | Historisierend, Giebel mit Freigespärre, baugeschichtlich von Bedeutung | 09270916 |
|                                         | Wohnhaus (Umgebinde) mit seitlichem und rechtwinkligem Anbau | Straße der Jugend 25 (Karte)                                                                   | 1. Hälfte 19. Jahrhundert                                                                                 | Obergeschoss und Giebel Fachwerk, baugeschichtlich von Bedeutung | 09270917 |
|                                         | Wohnhaus | Talweg 9 (Karte)                                                                               | Um 1900                                                                                                   | Zeittypischer Putzbau mit Freigespärre im Giebel, mittiger Eingangsbereich betont durch mehrgeschossige Holzveranda mit prächtigem Sparrengiebel, baugeschichtlich von Bedeutung | 09271006 |
|                                         | Wohnhaus (Umgebinde) | Talweg 15 (Karte)                                                                              | 2. Hälfte 19. Jahrhundert                                                                                 | Eingeschossig mit Drempel, baugeschichtlich von Bedeutung | 09271007 |
|                                         | Wohnhaus (Umgebinde) | Talweg 17 (Karte)                                                                              | 2. Hälfte 19. Jahrhundert                                                                                 | Eingeschossig mit Drempel, baugeschichtlich von Bedeutung | 09271008 |
| Weitere Bilder                          | Wohnhaus (Umgebinde) | Thomasweg 1 (Karte)                                                                            | Bezeichnet mit 1836                                                                                       | Obergeschoss Fachwerk, baugeschichtlich von Bedeutung | 09270974 |
|                                         | Villa mit Einfriedung und Stützmauer | Thomasweg 2 (Karte)                                                                            | 1910er Jahre                                                                                              | Im Reform- und Heimatstil der Zeit um 1910, baugeschichtlich von Bedeutung | 09270975 |
|                                         | Villa | Thomasweg 3 (Karte)                                                                            | Um 1900 (später überformt)                                                                                | Historisierend mit Anklängen an den Schweizerstil, baugeschichtlich von Bedeutung | 09270976 |
| Weitere Bilder                          | Wohnhaus (Umgebinde) mit rückwärtigem Anbau | Töpferstraße 1 (Karte)                                                                         | 2. Hälfte 19. Jahrhundert                                                                                 | Doppelstubenhaus, Obergeschoss Fachwerk, beide Giebelseiten verbrettert, baugeschichtlich von Bedeutung | 09270882 |
|                                         | Wohnhaus | Töpferstraße 3 (Karte)                                                                         | Bezeichnet mit 1887                                                                                       | Zeittypischer Bau mit Putzgliederung und Freigespärre im Giebel, baugeschichtlich von Bedeutung | 09270980 |
| Weitere Bilder                          | Wohnhaus (Umgebinde) | Töpferstraße 6 (Karte)                                                                         | 2. Hälfte 19. Jahrhundert                                                                                 | Obergeschoss Fachwerk, Rückseite verbrettert, hölzernes Vorhäuschen, baugeschichtlich von Bedeutung | 09270981 |
| Weitere Bilder                          | Wohnhaus (Umgebinde) mit Einfriedung | Töpferstraße 8 (Karte)                                                                         | 2. Hälfte 19. Jahrhundert (Wohnhaus); Ende 19. Jahrhundert (Einfriedung)                                  | Obergeschoss Fachwerk verbrettert, schmiedeeiserne Einfriedung, baugeschichtlich von Bedeutung | 09270984 |
| Weitere Bilder                          | Wohnhaus (Umgebinde) mit Anbau | Töpferstraße 10 (Karte)                                                                        | 2. Hälfte 19. Jahrhundert                                                                                 | Obergeschoss Fachwerk verbrettert, eine Giebelseite verbrettert, baugeschichtlich von Bedeutung | 09270985 |
|                                         | Villa mit Nebengebäude | Töpferstraße 12 (Karte)                                                                        | Um 1900                                                                                                   | Zeittypischer Bau mit Putzgliederung und Freigespärre im Giebel, baugeschichtlich von Bedeutung | 09270987 |
|                                         | Mietvilla mit Nebengebäude, Remise und Einfriedung | Töpferstraße 13 (Karte)                                                                        | Um 1900                                                                                                   | Noch historisierend mit Freigespärre im Giebel, zweigeschossige Holzveranden, Remise mit Drempel, Giebel verbrettert, baugeschichtlich von Bedeutung | 09270986 |
| Direkt Bild zu diesem Denkmal hochladen | Töpferbaude | Töpferstraße 17 (Karte)                                                                        | 1905/1906                                                                                                 | Anspruchsvolle Baulichkeit im „malerischen“ Stil der Bergbauden der Zeit, auf annähernd quadratischer Grundfläche über einem Bruchstein-Sockel miteinander verwobene ein- und zweigeschossige Baukörper, ein zweigeschossiger Turm mit Zeltdach, sowie eine Veranda mit Dachplattform, das Innere der Baude entstammt mit Innenarchitektur, Lampen und Mobiliar den Jahren 1906 und 1938, alles vollständig und unversehrt erhalten, die Baude auf dem Töpfer zählt zu den anspruchsvollsten und schönsten des Zittauer Gebirges, orts- und baugeschichtlich von Bedeutung, das Innere erreicht in baugeschichtlicher Hinsicht das Prädikat der Singularität | 09307453 |
| Weitere Bilder                          | Ehemaliges Bahnhofsgebäude Oybin-Niederdorf, jetzt Wohnhaus (Einzeldenkmal zu ID-Nr. 09302077) | Waldstraße 8 (Karte)                                                                           | 1916 | Einzeldenkmal der Sachgesamtheit Schmalspurbahn Zittau–Oybin/Jonsdorf; baugeschichtlich, verkehrshistorisch und technikgeschichtlich von Bedeutung, im Heimatstil | 09270991 |
|                                         | Villa (Landhaus Carola) | Zur Bürgerallee 12 (Karte)                                                                     | 1910er Jahre                                                                                              | Putzbau mit Anklängen an den Heimatstil, Dachhaus mit Fachwerkornamentik, baugeschichtlich von Bedeutung | 09270893 |

## Liste der Kulturdenkmale im LuftkurortLückendorf
| Bild                                    | Bezeichnung | Lage                                                 | Datierung                                             | Beschreibung | ID       |
| --------------------------------------- | --- | ---------------------------------------------------- | ----------------------------------------------------- | --- | -------- |
| Weitere Bilder                          | Wohnhaus (Umgebinde) | Gabler Straße 5 (Karte)                              | 1. Hälfte 19. Jahrhundert                             | Doppelstubenhaus, Obergeschoss Fachwerk, ehemalige Kleinbauernwirtschaft, baugeschichtlich von Bedeutung | 09273656 |
|                                         | Wohnhaus (ehemals Umgebinde) | Gabler Straße 7 (Karte)                              | Bezeichnet mit 1735                                   | Obergeschoss Fachwerk, baugeschichtlich von Bedeutung | 09273657 |
| Weitere Bilder                          | Wohnhaus mit Schmiede (Gasthof „Alte Schmiede“) | Gabler Straße 8 (Karte)                              | Um 1800                                               | Obergeschoss Fachwerk, heute Gasthaus, baugeschichtlich und ortsgeschichtlich von Bedeutung | 09273684 |
| Weitere Bilder                          | Wohnhaus (Umgebinde) | Gabler Straße 10 (Karte)                             | Im Kern 18. Jahrhundert                               | Obergeschoss Fachwerk, baugeschichtlich von Bedeutung | 09273667 |
| Weitere Bilder                          | Wohnhaus (Umgebinde) | Gabler Straße 11 (Karte)                             | Bezeichnet mit 1726, später verändert                 | Obergeschoss Fachwerk, baugeschichtlich von Bedeutung | 09273658 |
| Weitere Bilder                          | Wohnhaus (Umgebinde) | Gabler Straße 12 (Karte)                             | Ende 18. Jahrhundert                                  | Obergeschoss Fachwerk verbrettert, baugeschichtlich von Bedeutung | 09273666 |
| Weitere Bilder                          | Pfarrhaus | Gabler Straße 13 (Karte)                             | Bezeichnet mit 1721                                   | Eines der wenigen alten Massivhäuser des Ortes, baugeschichtlich und ortsgeschichtlich von Bedeutung | 09273659 |
| Direkt Bild zu diesem Denkmal hochladen | Luthereiche mit Gedenkstein | Gabler Straße 13 (bei), rechts vom Pfarrhaus (Karte) | Bezeichnet mit 1883                                   | Geschichtlich von Bedeutung | 09273660 |
| Direkt Bild zu diesem Denkmal hochladen | Wohnhaus (Umgebinde) | Gabler Straße 15 (Karte)                             | 1. Hälfte 18. Jahrhundert                             | Obergeschoss Fachwerk teils verbrettert, baugeschichtlich von Bedeutung | 09273661 |
| Direkt Bild zu diesem Denkmal hochladen | Wohnhaus (Umgebinde) | Grund 1 (Karte)                                      | 1735 nach Überlieferung                               | Obergeschoss Fachwerk verbrettert, baugeschichtlich von Bedeutung | 09273662 |
| Direkt Bild zu diesem Denkmal hochladen | Wohnstallhaus | Grund 2 (Karte)                                      | Bezeichnet mit 1813                                   | Obergeschoss Fachwerk, baugeschichtlich von Bedeutung | 09273685 |
| Direkt Bild zu diesem Denkmal hochladen | Scheune eines Anwesens | Grund 3 (Karte)                                      | Frühes 18. Jahrhundert                                | Fachwerkscheune, baugeschichtlich von Bedeutung | 09273665 |
| Direkt Bild zu diesem Denkmal hochladen | Wohnhaus (Umgebinde) | Grund 4 (Karte)                                      | 1. Hälfte 19. Jahrhundert                             | Obergeschoss Fachwerk, baugeschichtlich von Bedeutung | 09273663 |
| Direkt Bild zu diesem Denkmal hochladen | Wohnhaus (Umgebinde) | Grund 6 (Karte)                                      | Bezeichnet mit 1808                                   | Obergeschoss Fachwerk verbrettert, baugeschichtlich von Bedeutung | 09273664 |
|                                         | Wohnhaus (Umgebinde) | Hochwaldstraße 1 (Karte)                             | Im Kern Ende 18. Jahrhundert                          | Obergeschoss Fachwerk verbrettert, baugeschichtlich von Bedeutung | 09273697 |
| Direkt Bild zu diesem Denkmal hochladen | Wohnhaus (Umgebinde) | Hochwaldstraße 9 (Karte)                             | Um 1780                                               | Obergeschoss Fachwerk verbrettert, baugeschichtlich von Bedeutung | 09273698 |
| Direkt Bild zu diesem Denkmal hochladen | Eschenhof: Wohnhaus (Umgebinde) | Hochwaldstraße 19 (Karte)                            | Vermutlich um 1600                                    | Obergeschoss Fachwerk, baugeschichtlich von Bedeutung | 09273688 |
| Direkt Bild zu diesem Denkmal hochladen | Umgebindeteil eines Wohnhauses | Hochwaldstraße 22 (Karte)                            | Ende 18. Jahrhundert                                  | Obergeschoss Fachwerk verbrettert, nur rechte Haushälfte Denkmal, links stark modernisiert, baugeschichtlich von Bedeutung | 09273689 |
| Direkt Bild zu diesem Denkmal hochladen | Wohnhaus (Umgebinde) | Hochwaldstraße 23 (Karte)                            | Nach 1750                                             | Dreizonenhaus, Obergeschoss Fachwerk verbrettert, baugeschichtlich von Bedeutung | 09273687 |
|                                         | Kurhaus | Kammstraße 5 (Karte)                                 | Um 1900                                               | Heute Wohnhaus, historisierender Bau mit Zierfachwerk, baugeschichtlich und ortsgeschichtlich von Bedeutung | 09273703 |
| Direkt Bild zu diesem Denkmal hochladen | Wohnhaus (Umgebinde) | Kammstraße 10 (Karte)                                | Im Kern noch 18. Jahrhundert                          | Obergeschoss Fachwerk verbrettert, baugeschichtlich von Bedeutung | 09273699 |
| Direkt Bild zu diesem Denkmal hochladen | Wohnhaus und zwei Torpfeiler | Kammstraße 11 (Karte)                                | 1903                                                  | Landhaus- oder Heimatstil mit historisierenden Elementen und Einfluss des Jugendstils, Zierfachwerk, Verbretterungen, baugeschichtlich außergewöhnlich | 09304299 |
| Direkt Bild zu diesem Denkmal hochladen | Kurhaus mit parkartigem Garten (Predigerseminar) | Kammstraße 28, 30 (Karte)                            | 1897/1898                                             | Historisierend mit Fachwerkobergeschoss, 1925 von der evangelischen Landeskirche gekauft, baugeschichtlich und ortsgeschichtlich von Bedeutung | 09299863 |
| Weitere Bilder                          | Wohnhaus (Umgebinde) | Kammstraße 32 (Karte)                                | Im Kern 1. Hälfte 19. Jahrhundert                     | Obergeschoss Fachwerk, baugeschichtlich von Bedeutung | 09273696 |
| Direkt Bild zu diesem Denkmal hochladen | Villa mit Garten und Einfriedung | Kammstraße 34 (Karte)                                | Um 1900                                               | Historisierend mit Fachwerkobergeschoss, baugeschichtlich und gartenkünstlerisch von Bedeutung | 09273690 |
| Direkt Bild zu diesem Denkmal hochladen | Wohnhaus (Umgebinde) | Kirchbergstraße 18 (Karte)                           | Um 1800, später verändert                             | Ehemaliges Wohnstallhaus, Obergeschoss Fachwerk verbrettert, baugeschichtlich von Bedeutung | 09273700 |
| Direkt Bild zu diesem Denkmal hochladen | Türstock des Wohnstallhauses | Niederaue 1 (Karte)                                  | Bezeichnet mit 1795                                   | Sandstein, profiliert, bezeichnet mit 1795, handwerklich-künstlerisch von Bedeutung | 09273695 |
| Direkt Bild zu diesem Denkmal hochladen | Wohnhaus (ehemals Umgebinde) | Niederaue 3 (Karte)                                  | Um 1800                                               | Obergeschoss Fachwerk, baugeschichtlich von Bedeutung | 09273686 |
|                                         | Wohnhaus (Umgebinde) | Niederaue 5 (Karte)                                  | Um 1800                                               | Obergeschoss Fachwerk verbrettert, baugeschichtlich von Bedeutung | 09273673 |
| Direkt Bild zu diesem Denkmal hochladen | Wohnhaus (Umgebinde) | Niederaue 6 (Karte)                                  | Im Kern noch Ende 18. Jahrhundert, mehrfach verändert | Obergeschoss Fachwerk verbrettert, baugeschichtlich von Bedeutung | 09273693 |
| Direkt Bild zu diesem Denkmal hochladen | Wohnhaus (Umgebinde) | Niederaue 8 (Karte)                                  | Noch 18. Jahrhundert                                  | Eingeschossig mit Drempel, baugeschichtlich und sozialgeschichtlich von Bedeutung | 09273692 |
| Direkt Bild zu diesem Denkmal hochladen | Wohnhaus (Umgebinde) | Niederaue 10 (Karte)                                 | Im Kern um 1800                                       | Obergeschoss Fachwerk verbrettert, baugeschichtlich von Bedeutung | 09273691 |
| Direkt Bild zu diesem Denkmal hochladen | Wohnhaus (Umgebinde) und Seitengebäude mit Oberlaube eines Winkelhofes | Niederaue 11 (Karte)                                 | Um 1800                                               | Wohnhaus Obergeschoss Fachwerk verbrettert, baugeschichtlich von Bedeutung; irrtümlich als Niederaue 9 in der offiziellen Denkmalliste verzeichnet | 09273672 |
| Direkt Bild zu diesem Denkmal hochladen | Wohnhaus (Umgebinde) | Niederaue 13a (Karte)                                | Frühes 19. Jahrhundert                                | Obergeschoss Fachwerk, baugeschichtlich von Bedeutung | 09273671 |
| Direkt Bild zu diesem Denkmal hochladen | Wohnhaus (Umgebinde) | Niederaue 15 (Karte)                                 | 1. Hälfte 18. Jahrhundert                             | Obergeschoss Fachwerk verbrettert, baugeschichtlich von Bedeutung | 09273668 |
|                                         | Wohnhaus | Niederaue 20 (Karte)                                 | Frühes 19. Jahrhundert                                | Eingeschossig, Wohnteil massiv, Zwerchhaus, Holztürstock in Fachwerk eingelassen, baugeschichtlich und sozialgeschichtlich von Bedeutung | 09273701 |
| Direkt Bild zu diesem Denkmal hochladen | Wohnhaus (Umgebinde) | Niederaue 24 (Karte)                                 | Bezeichnet mit 1842                                   | Doppelstubenhaus, Obergeschoss Fachwerk verbrettert, baugeschichtlich von Bedeutung | 09273670 |
| Direkt Bild zu diesem Denkmal hochladen | Wohnhaus (Umgebinde) | Niederaue 26 (Karte)                                 | Im Kern noch 18. Jahrhundert                          | Eingeschossig, baugeschichtlich und sozialgeschichtlich von Bedeutung | 09273669 |
| Direkt Bild zu diesem Denkmal hochladen | Kretscham mit An- und Umbau zum FDBG-Ferienheim, vorgelegter Fläche mit Stützmauern und Treppe                                                                                     | Niederaue 30 (Karte)                                 | Bezeichnet mit 1860                                   | In den 1970er Jahren alter Kretscham verlängert, ein zweites Obergeschoss aufgestockt und durch zweigeschossigen Bau mit Flachdach, enthaltend Küche und Speisesaal, ergänzt, dieser im Äußeren und Inneren äußerst anspruchsvoll gestaltet, sowohl als Kretscham als auch als FDGB-Ferienheim ortsgeschichtlich und gesellschaftsgeschichtlich von Bedeutung, dazu baugeschichtlich von Bedeutung, mit Erlebnis- und Erinnerungswert | 09307258 |
| Weitere Bilder                          | Wohnhaus (Umgebinde) | Oberaue 12 (Karte)                                   | Im Kern um 1800                                       | Obergeschoss Fachwerk verbrettert, baugeschichtlich von Bedeutung, durch Hanglage auch ortsbildbestimmend | 09273681 |
|                                         | Wohnhaus (Umgebinde) | Oberaue 14 (Karte)                                   | Ende 18. Jahrhundert                                  | Obergeschoss Fachwerk verbrettert, baugeschichtlich von Bedeutung | 09273680 |
|                                         | Wohnhaus (Umgebinde) | Oberaue 14a (Karte)                                  | Mitte oder 2. Hälfte 19. Jahrhundert                  | Eingeschossig, baugeschichtlich und sozialgeschichtlich von Bedeutung | 09273679 |
| Direkt Bild zu diesem Denkmal hochladen | Wohnhaus (Umgebinde) | Oberaue 16 (Karte)                                   | Um 1800                                               | Obergeschoss Fachwerk, baugeschichtlich von Bedeutung | 09273678 |
| Direkt Bild zu diesem Denkmal hochladen | Wohnhaus (Umgebinde) | Oberaue 27 (Karte)                                   | Im Kern Ende 18. Jahrhundert                          | Obergeschoss Fachwerk verbrettert, baugeschichtlich von Bedeutung | 09273683 |
|                                         | Wohnhaus (Umgebinde) | Oberaue 31 (Karte)                                   | Um 1800                                               | Obergeschoss Fachwerk, baugeschichtlich von Bedeutung | 09273677 |
| Direkt Bild zu diesem Denkmal hochladen | Wohnhaus | Oberaue 35 (Karte)                                   | Nach 1800, 1827                                       | Vermutlich ehemaliges Umgebindehaus, Obergeschoss Fachwerk verbrettert, baugeschichtlich von Bedeutung | 09273676 |
| Weitere Bilder                          | Kirche und Kirchhof mit umgebender Kirchhofsmauer und Torzugang, Gedenkstein an der äußeren Kirchhofsmauer, ein Grabmal an der südlichen Kirchenwand sowie westliches Nebengebäude | Oberaue 37 (Karte)                                   | 1690 (Kirche); nach 1781 (Grabmal)                    | Saalkirche als schlichter Putzbau mit Dachreiter, baugeschichtlich, künstlerisch und ortsgeschichtlich von Bedeutung | 09273702 |
| Direkt Bild zu diesem Denkmal hochladen | Wohnhaus (Umgebinde) | Sommerberg 7 (Karte)                                 | Um 1800                                               | Obergeschoss Fachwerk verbrettert, baugeschichtlich von Bedeutung | 09273674 |
| Direkt Bild zu diesem Denkmal hochladen | Wohnhaus (Umgebinde) | Sommerberg 9 (Karte)                                 | Um 1780, später überformt                             | Obergeschoss Fachwerk, baugeschichtlich von Bedeutung | 09273675 |

## Streichungen von der Denkmalliste

### Streichungen von der Denkmalliste (Oybin)
| Bild                                    | Bezeichnung                                                                    | Lage                                                   | Datierung                                    | Beschreibung | ID       |
| --------------------------------------- | ------------------------------------------------------------------------------ | ------------------------------------------------------ | -------------------------------------------- | --- | -------- |
| Weitere Bilder                          | Märchenspiele Diorama mit mechanisch bewegten Figuren                          | Friedrich-Engels-Straße 2 (Karte)                      | Bezeichnet mit 1936                          | Mechanik von 1936, künstlerisch, technikgeschichtlich und ortsgeschichtlich von Bedeutung; nach 2014 von der Denkmalliste gestrichen                                                               | 09271201 |
| Direkt Bild zu diesem Denkmal hochladen | Wohnhaus (Umgebinde)                                                           | Friedrich-Engels-Straße 11 (Karte)                     | 2. Hälfte 19. Jahrhundert                    | Obergeschoss Fachwerk, baugeschichtlich von Bedeutung. Zwischen 2019 und 2024 aus der Denkmalliste gestrichen.                                                                                     | 09271000 |
| Weitere Bilder                          | Zwei Steinplatten                                                              | Friedrich-Engels-Straße 17 (Nähe Teufelsmühle) (Karte) | Nach 1665 (erste Tafel); 1838 (zweite Tafel) | Erinnernd an die Besuche Johann Georgs II. und III. am 16. Mai 1665 und an den Besuch König Antons am 19. Oktober 1829, ortsgeschichtlich von Bedeutung; nach 2014 von der Denkmalliste gestrichen | 08992216 |
| Direkt Bild zu diesem Denkmal hochladen | Steinkreuz, ehemals an der Fahrstraße nach Zittau und gegenüber Haus Einsiedel | Friedrich-Engels-Straße 17 (bei) (Karte)               | 1670                                         | Ortsgeschichtlich von Bedeutung | 09306868 |

### Streichungen von der Denkmalliste (Lückendorf)
| Bild                                    | Bezeichnung                                       | Lage              | Datierung | Beschreibung | ID       |
| --------------------------------------- | ------------------------------------------------- | ----------------- | --------- | --- | -------- |
| Direkt Bild zu diesem Denkmal hochladen | Denkmal für die Gefallenen des Ersten Weltkrieges | Niederaue (Karte) | Nach 1918 | Kleine Anlage mit auf Sockel stehendem Obelisk, nebenstehend zwei Bänke, ortsgeschichtlich von Bedeutung; nach 2014 von der Denkmalliste gestrichen | 09271248 |

## Tabellenlegende
- Bild: Bild des Kulturdenkmals, ggf. zusätzlich mit einem Link zu weiteren Fotos des Kulturdenkmals im Medienarchiv Wikimedia Commons. Wenn man auf das Kamerasymbol klickt, können Fotos zu Kulturdenkmalen aus dieser Liste hochgeladen werden:
- Bezeichnung: Denkmalgeschützte Objekte und ggf. Bauwerksname des Kulturdenkmals
- Lage: Straßenname und Hausnummer oder Flurstücknummer des Kulturdenkmals. Die Grundsortierung der Liste erfolgt nach dieser Adresse. Der Link (Karte) führt zu verschiedenen Kartendiensten mit der Position des Kulturdenkmals. Fehlt dieser Link, wurden die Koordinaten noch nicht eingetragen. Sind diese bekannt, können sie über ein Tool mit einer Kartenansicht einfach nachgetragen werden. In dieser Kartenansicht sind Kulturdenkmale ohne Koordinaten mit einem roten bzw. orangen Marker dargestellt und können durch Verschieben auf die richtige Position in der Karte mit Koordinaten versehen werden. Kulturdenkmale ohne Bild sind an einem blauen bzw. roten Marker erkennbar.
- Datierung: Baubeginn, Fertigstellung, Datum der Erstnennung oder grobe zeitliche Einordnung entsprechend des Eintrags in der sächsischen Denkmaldatenbank
- Beschreibung: Kurzcharakteristik des Kulturdenkmals entsprechend des Eintrags in der sächsischen Denkmaldatenbank, ggf. ergänzt durch die dort nur selten veröffentlichten Erfassungstexte oder zusätzliche Informationen
- ID: Vom Landesamt für Denkmalpflege Sachsen vergebene, das Kulturdenkmal eindeutig identifizierende Objekt-Nummer. Der Link führt zum PDF-Denkmaldokument des Landesamtes für Denkmalpflege Sachsen. Bei ehemaligen Kulturdenkmalen können die Objektnummern unbekannt sein und deshalb fehlen bzw. die Links von aus der Datenbank entfernten Objektnummern ins Leere führen. Ein ggf. vorhandenes Icon  führt zu den Angaben des Kulturdenkmals bei Wikidata.